# سیارک ۱۶۱۱۰
سیارک ۱۶۱۱۰ (به انگلیسی: 16110 Paganetti، نامگذاری:1999WU8) شانزده هزار و صد و دهمین سیارک کشف شده‌است که در ۲۸ نوامبر ۱۹۹۹ کشف شد.
قدر مطلق سیارک برابر ۱۴٫۷ است.